# Inés Camilloni
Inés Angela Camilloni (* 2. März 1964) ist eine argentinische Klimawissenschaftlerin. Sie ist Professorin an der Universität Buenos Aires. Als Professorin am Fachbereich für Atmosphären- und Ozeanwissenschaften an der Fakultät für Naturwissenschaften der Universität Buenos Aires (UBA) ist sie Direktorin des Masterstudiengangs Umweltwissenschaft.

## Leben
Camilloni schloss 1987 ein fünfjähriges Lizenziatsstudium der Meteorologie an der Universität Buenos Aires ab. Sie promovierte 1996 ebendort in Atmosphärenwissenschaften.

## Wirken
Camillonis Arbeit befasst sich mit dem Klimawandel sowohl auf lokaler als auch regionaler Ebene, der Bewertung von Klimamodellen und der Entwicklung unterschiedlicher Zukunftsszenarien des Klimas.
Camilloni ist eine der Verfasserinnen des Sonderberichts 1,5 °C globale Erwärmung des IPCC (2018). Sie war sowohl am Vierten als auch am Fünften Sachstandsbericht des IPCC beteiligt.
Darüber wird Camilloni als unabhängige Forscherin durch die staatliche Forschungsförderungsorganisation CONICET gefördert.

## Veröffentlichungen (Auswahl)
- Inés Camilloni und Vicente Barros: Extreme discharge events in the Paraná River and their climate forcing. In: Journal of Hydrology. Band 278, Nr. 1–4, 2003, S. 94–106, doi:10.1016/S0022-1694(03)00133-1.
- Inés Camilloni und Mariana Barrucand: Temporal variability of the Buenos Aires, Argentina, urban heat island. In: Theoretical and Applied Climatology. Band 107, Nr. 1–2, 2012, S. 47–58, doi:10.1007/s00704-011-0459-z.
- Carla Gulizia und Inés Camilloni: Comparative analysis of the ability of a set of CMIP3 and CMIP5 global climate models to represent precipitation in South America. In: International Journal of Climatology. Band 35, Nr. 4, 2015, S. 583–595, doi:10.1002/joc.4005.